# وین دایر
وین والتر دایر (انگلیسی: Wayne Walter Dyer، ۱۰ مه ۱۹۴۰ – ۲۹ آگوست ۲۰۱۵) نویسنده کتاب‌های خودیاری و سخنران انگیزشی آمریکایی بود. کتاب قلمرو اشتباهات شما در سال ۱۹۷۶ در حدود ۳۰ میلیون نسخه فروخت.

## زندگی‌نامه
وین دایر در ۱۰ مه ۱۹۴۰ در شهر دترویت آمریکا به دنیا آمد. او بیشتر دوران نوجوانی خود را در پرورشگاه طی کرد. او در دانشگاه سنت جان به عنوان محقق کار می‌کرد.
در ابتدا کار در فرهنگستان را دنبال کرد و در همین زمان مطالب خود را در روزنامه به چاپ می‌رساند و به صورت آزمایشی به درمان‌های خصوصی می‌پرداخت. اما سخنرانی او در دانشگاه سنت جان که در مورد شیوه متمرکز شدن «افکار منفی» و «گفتگوی انگیزشی» بود که دانشجویان را ترغیب به ثبت نام در کلاس‌های خصوصی اش کرد. آژانس ادبی به دایر پیشنهاد کرد که ایده‌های خود را به صورت یک کتاب جمع‌آوری کند و نتیجه آن کتاب «قلمرو اشتباهات شما» بود. اگر چه نخستین کتاب‌هایی که به فروش رفت بسیار اندک بود. دایر شغل تدریس خود را رها کرد و به کار تبلیغات در ایالات متحده مشغول شد و با سر سختی یک فروشگاه کتاب در زمینه مصاحبه‌های تصویری پیدا کرد، بالاخره تلویزیون ملی اجازه داد که دایر همراه با فیل دوناهو و مرو گریفین در گفتگوی شب حضور پیدا کند.
دایر، همچنان برای ساخت یک سری از نوار کنفرانس‌های خود و همچنین تدوین کتاب جدیدش تلاش می‌کرد. شنوندگان نوارهای دایر همانند مخاطبان دیل کارنگی یا استیون کاوی نبودند که تنها به حوزه تجارت ختم شوند؛ بنابراین پیام او دربارهٔ لحظه تفکر نو بسیار طنین انداز شد. او اغلب حکایاتی را از زندگی خانوادگی خود بازگو می‌کرد و در قالب این حکایات سعی می‌کرد کارآزمودگی کنونی خود را نتیجه‌گیری کند. کتاب مرد خودساخته کتابی است که در آن به قسمتی از جذبه‌های خودش اشاره می‌کند. دایر به مخاطبانش توصیه می‌کند که واقع بین باشند چون ندای اعتماد به خود، همانند یک راهنمای معنوی انسان را کارآزموده می‌کند و همچنین به خوانندگانش پیشنهاد می‌کند که معنوی باشند.

## زندگی شخصی
دایر سه بار ازدواج کرد. او یک دختر از همسر اول و هفت فرزند از زن دومش یعنی مارسلنه (به انگلیسی: Marcelene) داشت.
او در سال ۲۰۱۲ متوجه شد که به سرطان خون مبتلا شده‌است و در همان زمان بود که در وبلاگش پیامی با این مضمون نوشت:
شاید این بیماری، به‌نوعی پاسخ بدن من به زخم‌های روحی و روانیم باشد. روابط شکست‌خورده گذشته یا هر چیزی شبیه این. هرچه هست، بدن همیشه می‌داند که چه می‌کند و آن را در حد کمال انجام می‌دهد.
وین دایر در ۲۹ اوت سال ۲۰۱۵ درگذشت. اگرچه بیشترین شهرت وین دایر در آمریکا به‌عنوان سخنران بود به‌طوری که در سال ۱۹۸۷ به‌عنوان بهترین سخنران ایالات‌متحده شناخته شد؛ ولی عمده شهرت او در جهان به دلیل نویسندگی و کتاب‌هایش است.

## آثار
- توصیه‌های فنون کار (۱ ژانویه ۱۹۷۵) شابک ‎۰-۹۱۱۵۴۷-۲۶-۶
- قلمرو اشتباهات شما (۱ اوت ۱۹۷۶) شابک ‎۰-۰۶-۱۰۹۱۴۸-۰
- سر رشتهٔ زندگی خود را در دست بگیرید (۱ آوریل ۱۹۷۶) شابک ‎۰−۳۰۸−۱۰۳۳۶-X
- اوج و محدودیت (۱۹۸۰) شابک ‎۰-۶۷۱-۲۴۹۸۹-۴
- هدیه‌هایی از آیکیس (۱ فوریه ۱۹۸۳) شابک ‎۰-۶۷۱-۴۶۰۶۶-۸
- واقعاً چه چیزی برای فرزندتان می‌خواهید (۱ سپتامبر ۱۹۸۵) شابک ‎۰-۶۸۸-۰۴۵۲۷-۸
- زندگی در آگاهی - کتاب نوار صوتی/لوح فشرده
- تعطیلات شاد (۱۹۸۶)
- داستان واقعی - در تمام روزهای زندگیتان معجزه باشید (۱ اوت ۱۹۹۲) شابک ‎۰-۰۶-۰۱۶۶۷۸-۹
- خردمندی روزها (۱ آکتبر ۱۹۹۳) شابک ‎۱-۵۶۱۷۰-۰۷۶-۲
- چگونه شخصی نامحدود باشیم (نوامبر ۱۹۹۴) شابک ‎۰-۷۴۳۵-۶۱۶۳-۵
- شما آن را می‌بینید وقتی که به آن اعتقاد دارید - راهی برای ارتباط خصوصی با درون (۱ آوریل ۱۹۹۵) شابک ‎۰-۰۶-۰۹۳۷۳۳-۵
- رازهای درون شما - بحثی در مورد آزاد بودن شما (۱ آوریل ۱۹۹۵) شابک ‎۰-۰۶-۰۱۷۷۸۶-۱
- یک پیمان، یک پیمان است (۱ اوت ۱۹۹۶) شابک ‎۱-۵۶۱۷۰-۳۴۸-۶
- سرنوشت آشکار شما - ۹ روش معنوی برای بدست آوردن هر چیزی که می‌خواهید (۱ آوریل ۱۹۹۷) شابک ‎۰-۰۶-۰۱۷۵۲۸-۱
- خردمندی سال‌ها(۱ نوامبر ۱۹۹۸) شابک ‎۰-۰۶-۰۱۹۲۳۱-۳
- برای هر مشکلی راه حلی معنوی وجود دارد (۱ سپتامبر ۲۰۰۱) شابک ‎۰-۰۶-۰۱۹۲۳۰-۵
- ۱۰ راز دستیابی به موفقیت و آرامش درون (۱ می۲۰۰۲) شابک ‎۱-۵۶۱۷۰-۸۷۵-۵
- It's Never Crowded Along the Extra Mile published (سپتامبر ۲۰۰۲) ISBN 1-4019-0172-7
- مراقبه - روشی برای ارتباط آگاهانه با خداوند (۱ سپتامبر ۲۰۰۲) نسخه اصلی شابک ‎۱−۴۰۱۹−۰۱۳۱-X نسخه فارسی ISBN 964-412-003-5
- سمینار کرولاین مایس و وین دایر (۱ مه ۲۰۰۳) شابک ‎۱-۴۰۱۹-۰۲۶۱-۸
- ماندن در مسیر (۳۰ سپتامبر ۲۰۰۴) شابک ‎۱-۴۰۱۹-۰۳۴۹-۵
- قدرت خیال - با هم یاد بگیریم که جهان شما در درون شماست (۱ فوریه ۲۰۰۴) شابک ‎۱-۴۰۱۹-۰۲۱۵-۴
- خود مقدس شما (۱۵ نوامبر ۲۰۰۵) شابک ‎۱-۴۰۱۹-۰۷۸۲-۲
- ندای درون - فراخوان نهایی شما (۱ فوریه ۲۰۰۶) شابک ‎۱-۴۰۱۹-۰۷۲۱-۰
- آغاز موازنه - ۹ روش برای هماهنگی عادات و آرزوها (فوریه ۲۰۰۶) شابک ‎۱-۴۰۱۹-۱۰۳۸-۶
- هر روز در آگاهی موفقیت‌هایتان باشید (۱۵ آوریل ۲۰۰۶) شابک ‎۱-۴۰۱۹-۰۵۵۲-۸
- افکارتان را مجبور کنید که برای شما کار کنند (۱۵ فوریه ۲۰۰۷)ISBN 1-4019-1189-7
- افکارتان را تغییر دهید تا زندگیتان را تغییر دهید - زندگی در معرفت تائو (۳۱ ژولای ۲۰۰۷) شابک ‎۹۷۸-۱-۴۰۱۹-۱۱۸۴-۳
- زندگی در معرفت تائو - همه چیز در مورد تائو ته جینگ و اثبات درون (۳۱ ژولای ۲۰۰۸)ISBN 978-1-4019-2149-1
- از بهانه‌ها خارج شو (مه ۲۰۰۹) شابک ‎۹۷۸-۱-۴۰۱۹-۲۱۷۳-۶
- تبدیل، زندگی خود را از بلند پروازی به معنی دار بودن تغییر دهید. (فوریه ۲۰۱۰) شابک ‎۹۷۸-۱-۴۰۱۹-۲۷۰۹-۷
- دگرگونی: انتقال زندگی از جاه طلبی به سوی معنا
- خاطراتی از بهشت (آخرین کتاب وین دایر) (۲۰۱۵)